# Виктория-001-Стерео

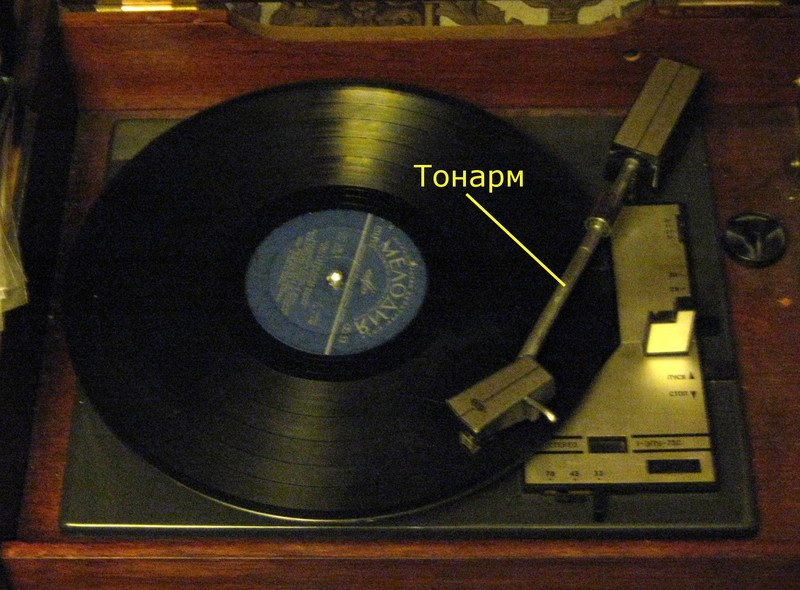
Проигрыватель «Виктории-001-стерео»

Викто́рия-001-Сте́рео — радиола высшего класса производства Рижского радиозавода.
В 1973 году радиопромышленность СССР начала выпуск первой в стране стереофонической радиолы высшего класса, выполненной полностью на полупроводниковых приборах (сокращённо СРП-В — стереофоническая радиола полупроводниковая высшего класса) — радиолы «Виктория-001-стерео» (предыдущая модель высшего класса «Эстония-006-стерео», несмотря на применение в УМЗЧ только транзисторов, содержит лампы в тюнере). Эта радиола является базовой моделью для разработки и выпуска последующих радиол высшего класса полностью на транзисторах.
Цифры в названии радиолы означают следующее: первая — «0» — высший класс модели, последующие — «01» — номер модификации. В радиоле «Виктория-001-стерео» установлено электропроигрывающее устройство I-ЭПУ-73С, которое также является первым в СССР высококачественным электропроигрывающим устройством.

## Компоновка
Радиола выполнена в виде трёх отдельных устройств (не считая акустических систем): тюнер, электропроигрывающее устройство (ЭПУ), усилительно-коммутирующее устройство (УКУ). Она выпускалась в двух исполнениях: напольном и полочном. В первом случае эти три узла размещены в общем ящике, но в разных его отсеках. В левом нижнем углу расположено УКУ, в левом верхнем — ЭПУ, в правом верхнем — тюнер, а в правом нижнем, не занятом электронными узлами, для симметрии помещён выдвижной ящик для хранения чего-либо, например, грампластинок. Во втором случае, эти устройства выполнены в отдельных корпусах. Соединение их производится кабелями (в документации обозначенными как «шланги», по традиции, принятой ещё разработчиками аппаратуры звукового кино) с разъёмами.

## Архитектура

### Тюнер
Этот аппарат состоит из пяти блоков: УКВ, фиксированных настроек УКВ (ФН), преобразователя частоты АМ диапазонов, обозначенный как блок радиочастот (РЧ), усилитель промежуточной частоты (УПЧ), стереодекодера (СД).
Блок УКВ выполнен на транзисторах: ГТ328А, двух ГТ313А, одном КТ315Б.
Блок ФН не содержит активных элементов.
Блок РЧ выполнен на четырёх транзисторах ГТ322А.
Блок ПЧ выполнен на пяти транзисторах ГТ322А, пяти КТ315А, трёх КТ315Б, двух МП25Б.
Блок СД выполнен на трёх транзисторах МП41А, четырёх МП25Б, одном ГТ308Б, одном ГТ402Б.
Собственный блок питания в тюнере отсутствует, поскольку он питается от УКУ.

### УКУ
Этот аппарат состоит из блока питания, блока коммутации и двух одинаковых блоков предварительных усилителей.
Блок коммутации не содержит активных элементов.
Блок питания содержит транзисторы П304, П213Б, ГТ402Б, КТ315Б, два КТ807А.
Каждый из двух блоков предварительных усилителей содержит транзисторы: КП103Е, три КТ315А, МП26, П307А, два ГТ402В.
Вне блоков расположены транзисторы пять транзисторов КТ805А, из которых один задействован в силовом узле компенсационного стабилизатора, а оставшиеся четыре — в оконечных каскадах усилителя (по два на канал).

### ЭПУ
В его состав входит собственно электропроигрывающее устройство I-ЭПУ-73С разных модификаций (2-4 скоростное)  со стробоскопом для 33 об/мин на тиратроне с холодным катодом МТХ-90, укомплектованное магнитной головкой звукоснимателя ГЗУМ-73С. а также блок усилителя-корректора звукоснимателя типа УНЧЗ-2. Этот блок состоит из двух выполненных на общей плате одинаковых стереоканалов, выполненных на транзисторах: двух П28, ГТ309Г, ГТ308Е, КТ315Б.